# 圣拉德贡德 (吉伦特省)
圣拉德贡德（法語：Sainte-Radegonde，法語發音：[sɛ̃t ʁadɡɔ̃d]）是法国吉伦特省的一个市镇，属于利布尔讷区。该市镇总面积12.48平方公里，2009年时的人口为457人。

## 人口
圣拉德贡德人口变化图示